# Велика Србија (ТВ серија)
Велика Србија, стилизовано Velika СРBIJA, је хумористично-сатирична серија.

## Радња
У серији се карикирају актуелно-друштвено политичке теме и особине народа са простора бивше Југославије. Теме су и мушко-женски односи, естрада, а могуће је видети и пародије на популарне ТВ емисије и серије итд. Свака емисија се састоји од 4 или 5 скечева. Инспирација за емисију потекла је из БиБиСи-јевог програма Little Britain. Приказивала се на ТВ Б92. 2011. године. Стални глумци су Димитрије Бањац, Никола Шкорић и Дејан Ћирјаковић, док се у серији појављују и Весна Спасојевић и Младен Урдаревић.